# Claude Alexandre de Bonneval

Le comte de Bonneval Général d'Infanterie au service de Sa Majesté Impériale et Catholique

Claude Alexandre, conte di Bonneval, dopo la conversione all'Islam (che nelle proprie memorie ha sempre smentito) assunse il nome di Humbaracht Ahmet Pascià (Coussac-Bonneval, 14 luglio 1675 – Costantinopoli, 23 marzo 1747), è stato un militare ed avventuriero francese che, convertitosi all’Islam, prestò servizio nell’esercito dell’impero ottomano.

## La carriera in Francia
Bonneval proveniva da una nobile famiglia del Limosino. All'età di tredici anni entrò nella regia marina francese. Dopo tre anni si trasferì nell'esercito di terra, dove giunse presto al comando di un reggimento. Egli combatté nelle campagne d'Italia agli ordini Catinat, Vendôme e Villeroy e nei Paesi Bassi sotto il comando del maresciallo Luxembourg e mostrò il suo coraggio ed il suo talento militare. Tuttavia il suo insolente comportamento nei confronti del ministro della guerra Michel de Chamillard lo portò nel 1704 dinnanzi al tribunale di guerra e abbandonò la Francia. 

## Al servizio dell'Austria
Grazie all'intervento del principe Eugenio di Savoia ottenne un comando quale generale nell'esercito austriaco e combatté la Guerra di successione spagnola contro la Francia. Distinguendosi per il suo eroismo e per le sue capacità di comando fu nominato Feldmaresciallo (fig. 2 Pittore Giuseppe Bazzani - Ritratto del Feldmaresciallo Claude-Alexandre Bonneval). Su ordine dell'imperatore Giuseppe I, il 31 maggio 1708, in risposta alle censure spirituali di papa Clemente XI, il generale Bonneval occupa Comacchio ed estende poi l'occupazione all'intero territorio. Partecipò alla battaglia di Malplaquet (11 settembre 1709) e successivamente alla guerra contro i turchi, rimanendo ferito nella battaglia di Petervaradino (5 agosto 1716).  Il suo comportamento in Francia nel frattempo fu dimenticato cosicché egli poté rientrare a Parigi per sposare la figlia del maresciallo de Biron (maggio 1717). Tornò quindi in tempo in Austria per prendere parte all'assedio di Belgrado (conquistata il 16 agosto 1717). 
Aveva a quel momento raggiunto un alto rango ma i suoi rapporti con Eugenio di Savoia si guastarono. Quest'ultimo lo mandò nei Paesi Bassi come comandante d'artiglieria ove Bonneval, a causa del suo temperamento sfacciato, litigò con il marchese di Priero, il rappresentante di Eugenio come governatore, che lo fece imprigionare e portare dinnanzi ad un tribunale di guerra. Fu anche questa volta condannato a morte ma l'imperatore mutò la pena in un anno di carcere cui sarebbe seguito il bando dall'impero. Portato a Vienna, privato dei suoi beni, fu infine spedito prigioniero a Venezia.

## Al servizio dell'Impero ottomano
Dopo la sua liberazione Bonneval offrì i suoi servigi al sultano Ahmed III che accettò.
Convertitosi all'Islam ed assunto il nome di Ahmet divenendo Pascià.  Ebbe l'incarico di ristrutturare e potenziare i reparti di artiglieria turca (Humbaracı), operazione che compì con successo.
Nel 1739, quale comandante dell'armata turca dei Balcani, affrontò l'esercito austriaco comandato da George Olivier Wallis presso Grocka (22 luglio 1739) e lo sconfisse. Questa vittoria portò l'Austria alla trattativa di pace che si concluse a Belgrado il 18 settembre 1739 e con la quale l'impero ottomano riottenne quasi tutti i territori dei Balcani persi vent'anni prima con le vittorie di Eugenio di Savoia.
Bonneval servì ancora nell'esercito turco in Russia e come riconoscimento dei suoi servigi divenne il sanjak-bey dell'isola di Chio. A causa di sospetti pervenuti alla Sublime porta, venne per qualche tempo esiliato sulle coste del Mar Nero. Allora pensò ad un suo ritorno in Europa ma la morte lo colse prima.